# Центр науково-технічної творчості учнівської молоді
Будинок науково-технічної творчості учнівської молоді м. Дрогобича — профільний позашкільний навчальний заклад, основним напрямком діяльності якого є науково-технічний, що передбачає:
- залучення вихованців (учнів, слухачів) до активної діяльності з набуття техніко-технологічних умінь та навичок,
- розширення наукового світогляду, науково-технічно
- підготовку до активної науково-дослідної роботи
- опановування практичними уміннями та навичками з технічних видів спорту,
- організацію змістовного дозвілля.

Наведене визначення також стосується термінів:
- будинок науково-технічної творчості учнівської молоді,
- клуб науково-технічної творчості учнівської молоді,
- станція юних техніків